# Hypericum haplophylloides
Hypericum haplophylloides är en johannesörtsväxtart. Hypericum haplophylloides ingår i släktet johannesörter, och familjen johannesörtsväxter.

## Underarter
Arten delas in i följande underarter:
- H. h. devollense
- H. h. haplophylloides